# Relaciones Andorra-Austria
Las relaciones Andorra-Austria son las relaciones diplomáticas entre el Principado de Andorra y la República de Austria.

## Descripción general
Los dos países establecieron relaciones diplomáticas el 20 de marzo de 1995, y el 1 de noviembre del mismo año se firmó un acuerdo oficial entre los dos países. Aunque Andorra no es un Estado miembro de la Unión Europea (UE), forma parte de la Eurozona desde 2015 y, además, forma parte del espacio Schengen de facto. Austria está representada en Andorra a través de sus embajadas en Madrid, España. Mientras que Andorra tiene una embajada en Austria, en Viena, y es una de las cinco únicas embajadas que tiene Andorra.